# Carol Gray
Pour les articles homonymes, voir Gray.
Carol Gray est directrice du Gray Center for Social Learning and Understanding à Grand Rapids, dans le Michigan. Elle est connue surtout pour la création des social stories ou scénarios sociaux, courtes histoires employées comme outil d’enseignement pour les enfants autistes.